# Abujasid Ruslanowitsch Manzigow
Abujasid Ruslanowitsch Manzigow (russisch Абуязид Русланович Манцигов; * 28. Juli 1993 in Wladimir) ist ein russischer Ringer. Er wurde 2019 Weltmeister im griechisch-römischen Stil in der Gewichtsklasse bis 72 kg Körpergewicht.

## Werdegang
Abujasid Manzigow begann als Jugendlicher mit dem Ringen. Er konzentriert sich dabei ganz auf den griechisch-römischen Stil. Er gehört der Sportvereinigung „Burewestnik“ Wladimir an und wurde bzw. wird von Bislan Albukajew und Nadir Magomedow trainiert. Der 1,75 Meter große Athlet begann als Junior in der Gewichtsklasse bis 63 kg, wechselte dann in die Gewichtsklasse bis 66 kg und 2017 in die Gewichtsklasse bis 71 kg bzw. 72 kg Körpergewicht.
Seine erste Medaille auf internationaler Ebene gewann Abujasid Manzigow als Junior der Altersgruppe „Cadets“ bereits 2010, als er in der Gewichtsklasse bis 63 kg bei der Junioren-Europameisterschaft hinter Firuz Zukulidse, Georgien und Karapet Tschaljan, Armenien, eine Bronzemedaille gewann. 2013 wurde er in Sofia Junioren-Weltmeister (Altersgruppe „Juniors“) in der Gewichtsklasse bis 66 kg Körpergewicht. Im Finale besiegte er dabei Schmagi Bolkwadse aus Georgien.
Im Januar 2014 bewährte er sich beim wichtigen „Iwan-Poddubny“-Turnier in Tjumen. Bei diesem Turnier werden jedes Jahr die Startplätze des russischen Ringer-Verbandes bei den internationalen Meisterschaften ausgerungen. Abujasid Manzigow belegte 2014 bei diesen Turnier in der Gewichtsklasse bis 71 kg hinter Tschingis Labasanow den 2. Platz. Einen Monat später wurde er in Sofia in der gleichen Gewichtsklasse Sieger beim „Dan-Kolow“- & „Nikola-Petrow“-Memorial vor Armen Wardanjan, Ukraine, Matthias Maasch, Deutschland und Ionel Puscasu, Rumänien.
Im Hinblick auf eine Teilnahme bei den Olympischen Spielen 2016 in Rio de Janeiro trainierte er 2015 und 2016 in die Gewichtsklasse bis 66 kg ab. 2015 wurde er in dieser Gewichtsklasse russischer Vizemeister hinter Adam Kurak. Im Januar 2016 startete er in dieser Gewichtsklasse beim „Iwan-Poddubny“-Memorial in Tjumen und kam dort gemeinsam mit Adam Kurak hinter Islambek Albijew und Artem Surkow nur auf den 3. Platz. Damit war eine Teilnahme bei den Olympischen Spielen 2016 in weite Ferne gerückt. 2016 wurde er in der Gewichtsklasse bis 71 kg erstmals russischer Meister.
Im Januar 2017 wurde Abujasid Manzigow beim „Iwan-Poddubny“-Memorial in Moskau Sieger in der Gewichtsklasse bis 71 kg Körpergewicht vor Juri Denisow. Er wurde daraufhin bei der Europameisterschaft dieses Jahres in Novi Sad in dieser Gewichtsklasse eingesetzt und besiegte dort u. a. Dominik Etlinger aus Kroatien und Həsən Əliyev aus Aserbaidschan, unterlag aber im Halbfinale gegen Balint Korpasi aus Ungarn. Mit einem Sieg über Murat Dag aus der Türkei sicherte er sich aber noch eine der Bronzemedaillen. Danach wurde er bei der russischen Meisterschaft im Finale der Gewichtsklasse bis 71 kg von Adam Kurak geschlagen und musste deshalb den Startplatz bei der Weltmeisterschaft dieses Jahres in Paris Adam Kurak überlassen.
2018 wurde Abujasid Manzigow russischer Meister in der Gewichtsklasse bis 72 kg Körpergewicht. Im Oktober 2018 wurde er erstmals bei einer Weltmeisterschaft der Senioren, die in Budapest stattfand eingesetzt. Er siegte in Budapest über Pawel Ljach aus Weißrussland und unterlag dann dem Titelverteidiger Frank Stäbler aus Deutschland. Da dieser das Finale erreichte, konnte Abujasid in der Trostrunde weiterringen, in der er gegen Giorgi Chuchua aus Georgien und gegen Demeu Schadrajew aus Kasachstan gewann. Im Kampf um eine der Bronzemedaillen unterlag er aber gegen Rasul Tschunajew aus Aserbaidschan und belegte damit den 5. Platz.
Das Jahr 2019 wurde dann zum erfolgreichsten Jahr in der Laufbahn von Abujasid Manzigow. Zunächst wurde er in der Gewichtsklasse bis 72 kg russischer Meister vor seinen alten Rivalen Adam Kurak und Tschingis Labasanow. Im April 2019 wurde er in Bukarest in der gleichen Gewichtsklasse Europameister, wobei er im Finale Cengiz Arslan aus der Türkei besiegte. Im September 2019 wurde er in Nur-Sultan in Kasachstan dann auch Weltmeister in der gleichen Gewichtsklasse. Auf dem Weg zu diesem Erfolg besiegte er u. a. im Halbfinale Balint Korpasi und im Finale Aram Wardanjan aus Usbekistan.

## Internationale Erfolge
| Jahr | Platz | Wettbewerb                                                  | Gewichtsklasse | Ergebnisse |
| 2010 | 3.    | Junioren-EM (Cadets)                                        | bis 63 kg      | hinter Firuz Zukulidse, Georgien und Karapet Tschaljan, Armenien |
| 2012 | 5.    | Junioren-EM (Juniors) in Zagreb                             | bis 66 kg      | Sieger: Dominik Etlinger, Kroatien vor Jeyhun Alijew, Aserbaidschan |
| 2013 | 1.    | Junioren-WM (Juniors) in Sofia                              | bis 66 kg      | nach Siegen über Sun Yongcheng, China, Petter Karlsen, Norwegen, Shohei Yabiku, Japan, Ruhin Michailow, Aserbaidschan und Schmagi Bolkwadse, Georgien                                         |
| 2014 | 2.    | „Iwan-Poddubny“-Memorial in Tjumen                          | bis 71 kg      | hinter Tschingis Labasanow, vor Adel Sadykow und Sergej Sacharikow, alle Russland |
| 2014 | 1.    | „Dan-Kolow“- & „Nikola-Petrow“-Memorial in Sofia            | bis 71 kg      | vor Armen Wardanjan, Ukraine, Matthias Maasch, Deutschland und Ionel Puscasu, Rumänien |
| 2015 | 1.    | Ljubomir-Ivanovic-Gedza International in Belgrad            | bis 66 kg      | vor Istvan Levai, Slowakei, Aleksandar Maksimovic, Serbien und Benedikt Puffer, Österreich |
| 2015 | 20.   | „Wladyslaw-Pytlasinski“-Memorial in Warschau                | bis 66 kg      | Sieger: Frank Stäbler, Deutschland vor Adam Kurak, Russland |
| 2016 | 3.    | „Iwan-Poddubny“-Memorial in Tjumen                          | bis 66 kg      | hinter Islambek Albijew und Artem Surkow, gemeinsam mit Adam Kurak, alle Russland |
| 2016 | 3.    | Großer Preis von Deutschland in Dortmund                    | bis 71 kg      | hinter Maximilian Schwabe und Timo Badusch, beide Deutschland, gemeinsam mit Adam Kurak |
| 2017 | 1.    | „Iwan-Poddubny“-Memorial in Moskau                          | bis 71 kg      | vor Juri Denisow, Narek Oganjan und Ewgeni Wisotin, alle Russland |
| 2017 | 3.    | EM in Novi Sad                                              | bis 71 kg      | nach Siegen über Dominik Etlinger, Kroatien, Petter Karlsen, Norwegen und Həsən Əliyev, Aserbaidschan, einer Niederlage gegen Bálint Korpási, Ungarn und einem Sieg über Murat Dag, Türkei    |
| 2017 | 3.    | „Wladyslaw-Pytlasinski“-Memorial in Warschau                | bis 71 kg      | hinter Frank Stäbler und Bálint Korpási, gemeinsam mit Schmagi Bolkwadse, Georgien |
| 2018 | 1.    | City-of-Sassari-Tournament                                  | bis 72 kg      | vor Cristian Bujor, Spanien |
| 2018 | 13.   | „Giwi-Kartosija“- & „Wachtang-Balawadse“-Memorial in Tiflis | bis 72 kg      | Sieger: Giorgi Chuchua, Georgien vor Evrik Nikoghosjan, Armenien |
| 2018 | 1.    | Ljubomir-Ivanovic-Gedza International in Kragujevac         | bis 72 kg      | vor Adam Kurak, Aleksandar Erski, Serbien und Seiram Simonjan, Armenien |
| 2018 | 5.    | WM in Budapest                                              | bis 72 kg      | nach einem Sieg über Pawel Ljach, Weißrussland, einer Niederlage gegen Frank Stäbler, Siegen über Giorgi Chuchua und Demeu Schadrajew, Kasachstan und einer Niederlage gegen Rasul Tschunajew |
| 2019 | 1.    | „Dan-Kolow“- & „Nikola-Petrow“-Memorial in Russe            | bis 72 kg      | vor Aik Mnazakanian, Bulgarien, Zhang Hujun, China und Ruslan Zarew, Kirgisistan |
| 2019 | 1.    | EM in Bukarest                                              | bis 72 kg      | nach Siegen über Hrant Kalachjan, Armenien, Robert Fritsch, Ungarn, Dominik Etlinger und Cengiz Arslan, Türkei                                                                                |
| 2019 | 2.    | Großer Preis von Deutschland in Dortmund                    | bis 72 kg      | hinter Bálint Korpási, vor Dominik Etlinger und Robert Fritsch |
| 2019 | 1.    | WM in Nur-Sultan                                            | bis 72 kg      | nach Siegen über Lee Jiyeon, Südkorea, Malchas Amojan, Armenien, Bálint Korpási und Aram Wardanjan, Usbekistan                                                                                |

## Russische Meisterschaften
| Jahr | Platz | Gewichtsklasse | Ergebnisse                                                       |
| 2015 | 2.    | bis 66 kg      | hinter Adam Kurak, vor Asamat Achmedow und Aslan Abdullin        |
| 2016 | 1.    | bis 71 kg      | vor Artjom Tarsjan und Adlet Tjuljubajew und Ismael Saidchasanow |
| 2017 | 2.    | bis 71 kg      | hinter Adam Kurak, vor Garik Gjulhumjan und Rinat Achmedow       |
| 2018 | 1.    | bis 72 kg      | vor Asker Orschokdugow, Garik Gjulhumjan und Alexander Paiwin    |
| 2019 | 1.    | bis 72 kg      | vor Adam Kurak, Tschingis Labasanow und Magomed Jarbilow         |

Erläuterungen
- alle Wettkämpfe im griechisch-römischen Stil
- WM = Weltmeisterschaft, EM = Europameisterschaft